# Lyss
Lyss est une ville et une commune suisse du canton de Berne, située dans l'arrondissement administratif du Seeland.

## Géographie

Photo aérienne par Walter Mittelholzer (1922)

Lyss mesure 14,83 km2.
La ville occupe une position privilégiée sur les voies de communication ferroviaire et routière entre Berne et Bienne. Elle se trouve en bordure d'une large vallée qui se prolonge dans l’axe sud-ouest/nord-est du lac de Morat à Granges. L'ancienne Aar y poursuit son parcours en direction du canal de Nidau-Büren.

## Démographie
Lyss compte 16 190 habitants au 31 décembre 2022. Sa densité de population atteint 1092 hab./km2.

## Histoire
Le nom de Lissa apparaît pour la première fois en 1009. La ville appartient au comté d’Aarberg, puis dès 1377 au canton de Berne.
Le 1er janvier 2011, Lyss englobe l'ancienne commune de Busswil bei Büren.

## Culture et patrimoine

### Héraldique
| Blason | Blasonnement : D'azur à la fleur de lis d'argent sur trois coupeaux de sinople |

### Monuments et curiosités
- L'ancienne église Saint-Jean-L'Évangéliste a été construite en 1612. Des transformations baroques sont faites en 1675, notamment les stalles et la chaire, cohabitant avec les éléments romans d'origine[4].

## Transport
- Ligne de bus 74  Bienne-Lyss
- Sur la ligne ferroviaire Berne – Bienne
- Sur la ligne ferroviaire Lyss – Chiètres – Morat
- Sur la ligne ferroviaire Lyss – Büren an der Aare
- Autoroute A6, sorties 5 et 6

### Personnalités
- Kurt Wüthrich, prix Nobel de chimie qui a vécu les vingt-quatre premières années de sa vie à Lyss.
- Ernst Gäumann, botaniste (de) de:Ernst Gäumann